# Stará Huta
Stará Huta (ungarisch Divényhuta – bis 1907 Óhuta) ist eine Gemeinde in der Mitte der Slowakei mit 302 Einwohnern (Stand 31. Dezember 2024), die im Okres Detva, einem Teil des Banskobystrický kraj, liegt.

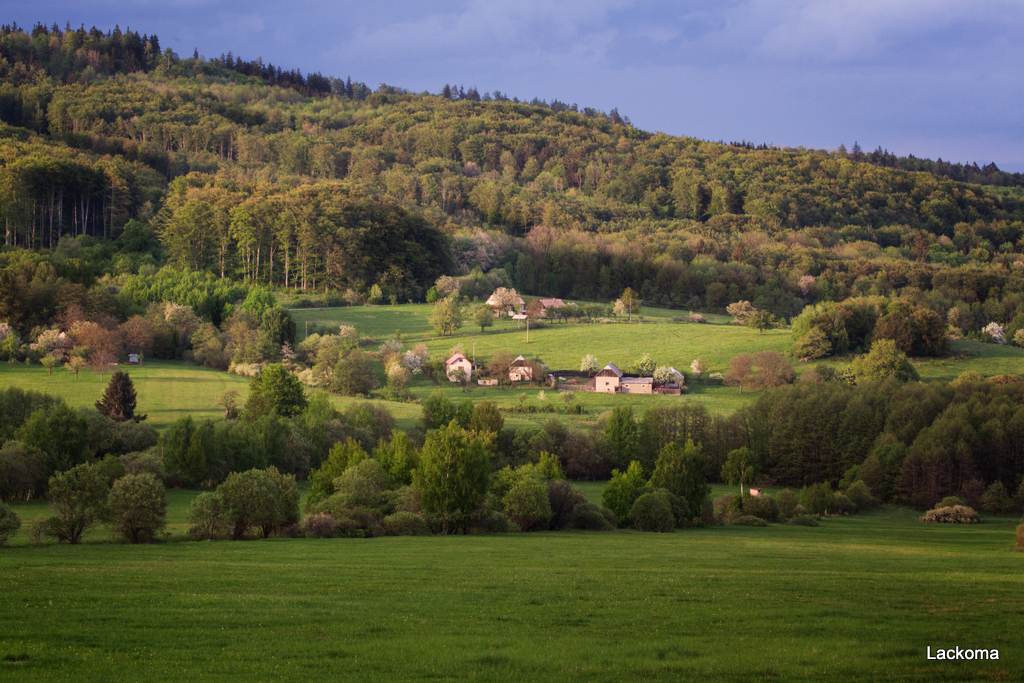

## Geographie
Die Gemeinde befindet sich im Javorie-Gebirge, im Quellbereich der Bäche Moča und Starohutniansky potok. Das Ortszentrum liegt auf einer Höhe von 728 m n.m. und ist 18 Kilometer von Detva sowie 27 Kilometer von Zvolen entfernt.
Nachbargemeinden sind Klokoč und Stožok im Norden, Detva im Nordosten, Ábelová im Osten und Südosten, Horný Tisovník im Süden, Lešť (Militärgelände) im Südwesten, Pliešovce im Westen und Vígľašská Huta-Kalinka im Nordwesten.

## Geschichte
Stará Huta (wörtlich Alte Hütte) entstand als Siedlung bei einer Glashütte, die auf Anlass des Grafen Karl Zichy 1720 gegründet worden war. In der Glashütte stellte man Tafelglas, grünes und weißes Fensterglas her und beschäftigte 1736 23 Arbeiter. 1828 zählte man 41 Häuser und 334 Einwohner, die als Landwirte und Viehhalter, aber auch als Drechsler beschäftigt waren.
Bis 1918 gehörte das im Komitat Neograd liegende Gebiet zum Königreich Ungarn und kam danach zur Tschechoslowakei beziehungsweise heute Slowakei. Heute ist Stará Huta eine vorwiegend landwirtschaftliche Gemeinde.

## Bevölkerung
| Jahr                | 1994 | 2004     | 2014     | 2024    |
| ------------------- | ---- | -------- | -------- | ------- |
| Anzahl der Personen | 422  | 377      | 335      | 302     |
| Unterschied         |      | −10,66 % | −11,14 % | −9,85 % |

| Jahr                | 2023 | 2024    |
| ------------------- | ---- | ------- |
| Anzahl der Personen | 309  | 302     |
| Unterschied         |      | −2,26 % |

Gemäß der Volkszählung 2011 wohnten in Stará Huta 334 Einwohner, davon 326 Slowaken und ein Russine. Sieben Einwohner machten keine Angabe zur Ethnie.
290 Einwohner bekannten sich zur römisch-katholischen Kirche, 11 Einwohner zur Evangelischen Kirche A. B., fünf Einwohner zu den Zeugen Jehovas und ein Einwohner zur griechisch-katholischen Kirche. 15 Einwohner waren konfessionslos und bei 12 Einwohnern wurde die Konfession nicht ermittelt.

## Bauwerke
- römisch-katholische Kirche Mariä Namen aus dem Jahr 1817
- Kapelle in der Flur Sliacka Poľana
- Glockenturm in der Flur Blýskavica

## Verkehr
Der Hauptort liegt an der Straße 2. Ordnung 526 zwischen Podkriváň und Senohrad, die allerdings Richtung Senohrad wegen des Fahrverbots im Militärgelände Lešť nicht befahrbar ist. Des Weiteren kreuzt sie die Straße 2. Ordnung 591 zwischen Vígľaš (Anschluss an die Straße 1. Ordnung 16) und Dolná Strehová.